# Tombebœuf
Tombebœuf is een gemeente in het Franse departement Lot-et-Garonne (regio Nouvelle-Aquitaine) en telt 424 inwoners (1999). De plaats maakt deel uit van het arrondissement Villeneuve-sur-Lot.

## Geografie
De oppervlakte van Tombebœuf bedraagt 18,8 km², de bevolkingsdichtheid is 22,6 inwoners per km².
De onderstaande kaart toont de ligging van Tombebœuf met de belangrijkste infrastructuur en aangrenzende gemeenten.

## Demografie
Onderstaande figuur toont het verloop van het inwonertal (bron: INSEE-tellingen).